# Dipsas trinitatis
Espèce
Statut de conservation UICN

 LC  : Préoccupation mineure
Synonymes
- Dipsas variegata trinitatus Parker, 1926

Dipsas trinitatis  est une espèce de serpents de la famille des Dipsadidae.

## Répartition
Cette espèce est endémique de la Trinité à Trinité-et-Tobago.

## Étymologie
Cette espèce est nommée en référence au lieu de sa découverte, la Trinité.

## Publication originale
- Parker, 1926 : Description of a new snake from Trinidad. Annals and Magazine of Natural History, sér. 9, vol. 18, p. 205-207.